# Małogoszcz
Małogoszcz ist eine Stadt im Powiat Jędrzejowski der Woiwodschaft Heiligkreuz in Polen. Sie ist Sitz der gleichnamigen Stadt-und-Land-Gemeinde mit etwa 11.700 Einwohnern.

## Gemeinde
Zur Stadt-und-Land-Gemeinde (gmina miejsko-wiejska) Małogoszcz gehören die Stadt selbst und 19 Dörfer mit Schulzenämtern. Die Gemeinde umfasst eine Fläche von 246 Quadratkilometern.

## Söhne und Töchter
- Henryk Mieczysław Jagodziński (* 1969), katholischer Erzbischof und Diplomat des Heiligen Stuhls